# تكلفة التخفيض الحدي
يعتبر منحنى تكلفة التخفيض الحدي أو منحنى MAC مجموعة من الخيارات المتوفرة أمام اقتصاد ما لتقليل التلوث. وتعتبر أدوات قيّمة في فهم تجارة الانبعاثات ومساعدة التكهن بتفاوت أسعار الكربون، وترتيب أولويات الفرص الاستثمارية، ومناقشات تشكيل السياسات.
ومنحنيات تكلفة التخفيض الحدي تغطي فرص تقليل الانبعاثات من خلال عدد من القطاعات في اقتصاد ما بما يتضمن الطاقة والصناعة والنفايات والبناء والنقل والزراعة والحراجة.

قد تعتمد شركات الطاقة على منحنيات تكلفة التخفيض الحدي لتوجيه قراراتها تجاه إستراتيجيات استثمار رؤوس الأموال طويلة الأجل للاختيار من بين العديد من الخيارات الفعّالة والمثمرة.

## الاستخدامات
على سبيل المثال، يستخدم تجار انبعاثات الكربون منحنيات تكلفة التخفيض الحدي لاستنتاج وظيفة الإمداد لنمذجة أساسيات أسعار الكربون. وقد تعتمد شركات الطاقة على منحنيات تكلفة التخفيض الحدي لتوجيه قراراتها تجاه إستراتيجيات استثمار رؤوس الأموال طويلة الأجل للاختيار من بين العديد من الخيارات الفعّالة والمثمرة. ولقد استخدم علماء الاقتصاد منحنيات تكلفة التخفيض الحدي لشرح الاقتصاديات المتعلقة بتجارة انبعاثات الكربون بين الأقاليم، ويستخدم صنّاع السياسات منحنيات تكلفة التخفيض الحدي كمنحنيات ترتيب الاستحقاق، لتحليل نسبة التخفيض التي يمكن اتخاذها في اقتصاد ما عند مستوى تكاليف معين، واتجاه توجيه السياسات لتحقيق تقليل الانبعاثات.

## النقد
تعرضت طريقة صياغة منحنيات تكلفة التخفيض الحدي لانتقادات بسبب فقدها للشفافية ومعالجتها الضعيفة لعدم الوضوح، والفاعليات بين الفترات، والتفاعلات بين القطاعات، والفوائد الإضافية. ويرى البعض أن منحنيات تكلفة التخفيض الحدي ينبغي ألّا تستخدم كمنحنيات لـترتيب الاستحقاق لأنها تسرد الخيارات التي تحتاج عقودًا لتطبيقها.

## نماذج لمنحنيات تكلفة التخفيض الحدي القائمة
أنتج الكثير من علماء الاقتصاد والمنظمات البحثية والهيئات الاستشارية منحنيات تكلفة التخفيض الحدي. حيث قامت شركة «بلومبيرغ لتمويل الطاقة الجديدة» بعمل تحليلات واسعة حول تقليل انبعاثات الغازات الدفيئة لصالح الولايات المتحدة. قامت شركة صندوق المدينة الداخلية العالمية بإنتاج منحنى خاص بكاليفورينا اتباعًا لـ مذكرة الجمعية-32 التشريعية كما فعل «سويني» و«وييانت».
وأصدر معهد فوبرتال للمناخ والبيئة والطاقة العديد من منحنيات تكلفة التخفيض الحدي لألمانيا (وأيضًا تسمى منحنيات التكلفة المحتملة) بالاعتماد على منظور (المستخدم النهائي، المرافق، المجتمع).
وقامت وكالة الحماية البيئية الأمريكية بإجراء أعمال من خلال منحنى تكلفة التخفيض الحدي للانبعاثات بخلاف انبعاثات ثاني أكسيد الكربون مثل الميثان، وN2O ; وأنتجت شركة Enerdata and LEPII-CNRS (فرنسا) منحنى تكلفة التخفيض الحدي مع وحدة نظرة مستقبلية على نظام الطاقة طويل الأجل لغازات اتفاقية كيوتو الست، وقد استخدمت هذه المنحنيات في القطاعات الفاعلة العامة والخاصة إما لتقييم سياسات الكربون أو من خلال استخدام أداة تحليل سوق الكربون.